# Az Electronic Arts játékainak listája
Ez a lista az Electronic Arts által fejlesztett és/vagy kiadott videójátékokat mutatja.
0-9 A B C D E F G H I J K L M N O P Q R S T U V W X Y Z 

## 0-9
- 007: Agent Under Fire (2001) GCN, PS2, XB
- 007: Everything or Nothing (2004) GBA, GCN, PS2, Win, XB
- 007 Racing (2000) PS1
- 007: The World is Not Enough (2000) Nintendo 64, PS1
- 1503 A.D.: The New World (2002) Win
- 1503 A.D.: Treasures, Monsters and Pirates (2004) Win
- 2002 FIFA World Cup (2002) GCN, PS1, PS2, Win, XB
- 4-D Boxing (1991) DOS, Mac
- 688 Attack Sub (1989) Amiga, DOS, Genesis

## A
- AAARGH! (1988) Amiga
- Abrams Battle Tank (1988) DOS, Genesis
- Adventure Construction Set (1985) Amiga, Apple II, Commodore 64, DOS
- Adventure Pinball: Forgotten Island (2001) Win
- AFL '98 (1998) Win
- AFL '99 (1999) PS1, Win
- Age of Adventure (1986) Apple II, Atari 8-bit, Commodore 64
- Air Land Sea (1992) Amiga
- Alice: Madness Returns (2011) X360, PS3, Win, iOS
- Alien Fires: 2199 AD (1986) DOS
- Aliens versus Predator: Extinction (2003) PS2, XB
- Alone in the Dark 2 (1994) PS1, Saturn
- Alternate Reality: The City (1985) Amiga
- American Idol (2009) iOS
- American McGee's Alice (2000) Win
- Amnesia (1986) Apple II, Commodore 64, PC Booter
- Anno 1503: Treasures, Monsters and Pirates
- Andretti Racing (1996) PS1, Saturn, Win
- Archon: The Light and the Dark (1983) Amiga, Amstrad CPC, Apple II, Atari 8-bit, Commodore 64, PC Booter
- Archon II: Adept (1984) Amiga, Amstrad CPC, Apple II, Atari 8-bit, Commodore 64, ZX Spectrum
- The Archon Collection (1989) Amiga
- Arcticfox (1986) Amiga, Apple II, Atari ST, Commodore 64, DOS, ZX Spectrum
- Are We There Yet? (1991) DOS
- ARL 96 (1995) DOS, Win
- Armies of Exigo (2004) Win
- Army Of Two (2007) PS3, X360
- Army of Two: The 40th Day (2010) PS3. PSP, X360
- Auditorium (2009) iOS, PS3, PSP, X360
- Australian Rugby League (1994) Genesis
- Auto Destruct (1994) PS1
- Axis Assassin (1983) Apple II, Atari 8-bit, Commodore 64

## B
- Bard's Tale (1985) Amiga, Amstrad CPC, Apple II, Apple IIGS, Mac, Atari ST, Commodore 64, MS-DOS, NES, ZX Spectrum
- The Bard's Tale II: The Destiny Knight (1986) Amiga, Apple II, Commodore 64, DOS
- The Bard's Tale III: Thief of Fate (1988) Amiga, Apple II, Commodore 64, DOS
- Bard's Tale Construction Set (1991) Amiga, DOS
- The Bard's Tale Trilogy (1990) DOS
- Batman Begins (2005) GBA, GCN, PS2, XB
- Battle Chess II: Chinese Chess (1990) Amiga
- Battlefield 1942 (2002) Win
- Battlefield 1942: Deluxe Edition (2003) Win
- Battlefield 1942: Secret Weapons of WWII (2003) Win
- Battlefield 1942: The Road to Rome (2003) Win
- Battlefield 1942: World War II Anthology (2004) Win
- Battlefield 2142 (2006) Win
- Battlefield 2 (2005) Win
- Battlefield 2: Modern Combat (2005) XB 360
- Battlefield 2: Special Forces (2005) Win
- Battlefield 3 (2011) Win
- Battlefield Vietnam (2004) Win
- Battlefield: Bad Company (2007) XB 360, PS3
- Battle Squadron (1989) Genesis
- Beasts and Bumpkins (1997) Win
- Beetle Adventure Racing! (1999) Nintendo 64
- Best of EA Sports (2003) Win
- Best of Voodoo (1998) Win
- The Biggest Names the Best Games 4 (1999) Win
- BioForge (1995) DOS
- Bionicle (2003) GCN, PS2, Win, XB
- Bionicle: Matoran Adventures (2002) GBA
- Birds of Prey (1991) Amiga, DOS
- Black (2006) PS2, XB
- Black Crypt (1992) Amiga
- Black & White (2001) Win
- Black & White 2 (2005) Win
- Black & White 2: Battle of the Gods (2006) Win
- Black & White: Creature Isle (2002) Win
- Black & White Deluxe (2003) Win
- Blades of Vengeance (1993) Genesis
- Bloodwings: Pumpkinhead's Revenge (1995) DOS
- B.O.B. (1993) Genesis, SNES
- Boogie (2007) Wii
- Boom Boom Rocket (2007) XB Live Arcade
- Boulder Dash (1984) Atari ST, Apple II, ZX Spectrum, Commodore 64, and Atari 8-bit, NES, Acorn Electron, DOS, Amstrad CPC
- Budokan: The Martial Spirit (1989) Amiga, Amstrad CPC, Commodore 64, DOS, Genesis, ZX Spectrum
- Buffy the Vampire Slayer (2002) XB
- Buick PGA Tour Courses (2000) Win
- Bulls vs. Blazers and the NBA Playoffs (1992) Genesis, SNES
- Bulls vs. Lakers and the NBA Playoffs (1991) Genesis
- Bundesliga 99 (1998) Win
- Burnout (2001) GCN, PS2, XB
- Burnout 2: Point of Impact (2002) Gamecrube, PS2, XB
- Burnout 3: Takedown (2004) PS2, XB
- Burnout Paradise (2007) PS3, XB 360
- Burnout Dominator (2007) PS2, PSP
- Burnout Legends (2005) Nintendo DS, PSP
- Burnout: Revenge (2005) PS2, XB, XB 360

## C
- Car & Driver (1992) DOS
- Cartooners (1989) DOS
- Castrol Honda Superbike World Champions (1998) PS1
- Catwoman (2004) GBA, GCN, PS2, Win, XB
- Caveman Ugh-Lympics (1988) Commodore 64, DOS
- Cel Damage (2001) GCN, XB
- Centurion: Defender of Rome (1990) Amiga, DOS, Genesis
- Championship Bass (2000) PS1, Win
- Chuck Yeager's Advanced Flight Trainer (1987) Amstrad CPC, Apple II, Commodore 64, DOS, ZX Spectrum
- Chuck Yeager's Advanced Flight Trainer 2.0 (1989) Amiga, Atari ST, DOS
- Chuck Yeager's Air Combat (1991) DOS, Mac
- Clandestiny (1996) Win
- Clive Barker's Undying (2001) Win
- Comanche 4 (2001) Win
- The Command & Conquer Collection (2003) Win
- Command & Conquer: Generals (2003) Win
- Command & Conquer: Generals – Zero Hour (2003) Win
- Command & Conquer: Red Alert (1996) PS1
- Command & Conquer: Red Alert 2 (2000) Win
- Command & Conquer: Red Alert 2 (Collector's Edition) (2000) Win
- Command & Conquer: Red Strike (2002) Win
- Command & Conquer: Renegade (2002) Win
- Command & Conquer: Theater of War (2001) DOS, Win
- Command & Conquer: The First Decade (2006) Win
- Command & Conquer: Tiberian Sun (1999) Win
- Command & Conquer: Tiberian Sun - Firepower (2000) Win
- Command & Conquer: Tiberian Sun - Firestorm (2000) Win
- Command & Conquer: Yuri's Revenge (2001) Win
- Command & Conquer 3: Tiberium Wars (2007) Win, XB360
- Command & Conquer 3: Kane’s Wrath (2007) Win, XB360
- The Complete Ultima VII (1994) DOS
- Counter-Strike 1 Anthology (2005) Win
- The Creed (1998) Win
- Cricket 2000 (1999) PS1, Win
- Cricket 2004 (2004) PS2, Win
- Cricket 06 (2005) PS1, Win
- Cricket 07 (2006) PS1, Win
- Cricket 96 (1996) DOS
- Cricket 97 (1997) DOS, Win
- Cricket World Cup 99 (1999) Win
- Crüe Ball (1992) Genesis
- Crusader: No Remorse (1995) DOS, PS1
- Cyberia (1994) PS1
- CyberMage: Darklight Awakening (1995) DOS
- Cyber Tiger Woods Golf (1999) GBC, Nintendo 64, PS1
- Crysis (2007) Win

## D
- Dan Dare: Pilot of the Future (1986) Commodore 64
- Dark Castle (1986) Genesis
- Darklight Conflict (1997) DOS, PS1, Saturn, Win
- Daughter of Serpents (1992) DOS
- Deathlord (1987) Apple II, Commodore 64
- Deer Hunt Challenge (1999) Win
- Def Jam: Fight for NY (2004) GCN, PS2, XB
- Def Jam: Fight for NY: The Takeover (2006) PSP
- Def Jam: Vendetta (2003) GCN, PS2
- Delta Force: Land Warrior (2000) Win
- Delta Force: Task Force Dagger (2002) Win
- Delta Force 2 (1999) Win
- Demon Stalkers (1987) Commodore 64, DOS
- Desert Strike: Return to the Gulf (1992) Amiga, DOS, GB, GBA, Game Gear, Genesis, Lynx, Sega Master System, SNES
- Diablo (1996) PS1
- Die Hard Trilogy (1996) PS1
- Disney's Party (2003) GBA, GCN
- Disney's Stitch: Experiment 626 (2002) PS2
- Dr. J and Larry Bird Go One on One (1983) Amiga, Apple II, Atari 7800, Atari 8-bit, Commodore 64, Mac, PC Booter, TRS-80 CoCo
- Drome Racers (2002 GCN, PS2, Win
- Dune 2000 (1998) PS1
- Dungeon Keeper (1997) DOS, Win
- Dungeon Keeper 2 (1999) Win
- Dungeon Keeper Gold (1998) Win
- Dungeon Keeper: The Deeper Dungeons (1997) Win

## E
- EA Games Collection (2004) Win
- EA Playground (2007) Nintendo Wii
- Earl Weaver Baseball (1987) Amiga, Apple II, DOS
- Earth & Beyond (2002) Win
- Earth Orbit Stations (1987) Apple II, Commodore 64
- EA Sports Mania Pack (2000) Win
- Electronic Arts Top Ten - Blue (2002) Win
- Electronic Arts Top Ten Family Fun Pack (2001) Educational, Simulation, Strategy Win
- Electronic Arts Top Ten Pack (2001) Win
- Electronic Arts Top Ten - Red (2002) Win
- Elitserien 2001 (2001) Win
- Emperor: Battle for Dune (2001) Win
- Escape from Hell (1990) DOS
- Escape from Monster Manor (1993) 3DO
- The Essential Selection: Sport (1995) DOS
- Extreme Pinball (1995) DOS, PS1

## F
- F1 2000 (2000) PS1, Win
- F1 2001 (2001) PS2, Win, XB
- F1 2002 (2002) GBA, GCN, PS2, Win, XB
- F-16 Combat Pilot (1989) DOS
- F1 Career Challenge (2003) GCN, PS2, Win, XB
- F1 Championship Season 2000 (2000) PS1, PS2, Win
- F1 Manager 2000 (2000) Win
- F-22 Interceptor (1991) Genesis
- F-22 Lightning 3 (1999) Win
- F/A-18 Interceptor (1988) Amiga
- Fade to Black (videójáték) (1995) DOS, PS1
- The Faery Tale Adventure: Book I (1987) Genesis
- F.A. Premier League Stars 2001 (2000) PS1, Win
- F.A. Premier League Stars (1999) PS1, Win
- Ferrari Formula One (1988) Amiga, Atari ST, Commodore 64, DOS
- FIFA 2000: Major League Soccer (1999) GBC, PS1, Win
- FIFA 2001 (2000) PS1, PS2, Win
- FIFA 97 (1996) DOS, Genesis, PS1, Saturn, SNES, Win
- FIFA ’98: Road to World Cup (1997) Genesis, Nintendo 64, PS1, Saturn, SNES, Win
- SysFIFA 99 (1998) Nintendo 64, PS1, Win
- FIFA International Soccer (1993) 3DO, Amiga, DOS, Game Gear, Genesis, Sega CD, Sega Master tem, SNES
- FIFA Manager 06 (2005) Win
- FIFA Manager 07 (2006) Win
- FIFA 07 (2006) GCN, PS2, PSP, Win, XB, XB 360
- FIFA 06 (2005) GCN, PS2, PSP, Win, XB, XB 360
- FIFA Soccer 2002 (2001) GCN, PS1, PS2, Win
- FIFA Soccer 2003 (2002) GBA, GCN, PS1, PS2, Win, XB
- FIFA Soccer 2004 (2003) GBA, GCN, N-Gage, PS1, PS2, Win, XB
- FIFA Soccer 2005 (2004) GBA, GCN, N-Gage, PS1, PS2, Win, XB
- FIFA Soccer 64 (1997) Nintendo 64
- FIFA Soccer 95 (1994) Genesis
- FIFA Soccer 96 (1995) DOS, Game Gear, Genesis, PS1, Saturn, Sega 32X, SNES
- FIFA Soccer Manager (1997) Win
- FIFA Street (2005) GCN, PS2, XB
- FIFA Street 2 (2006) GCN, PS2, PSP, XB
- FIFA World Cup: Germany 2006 (2006) GCN, PS2, PSP, Win, XB, XB 360
- Fighter Pilot (1998) Win
- Fight Night 2004 (2004) PS2, XB
- Fight Night: Round 2 (2005) GCN, PS2, XB
- Fight Night: Round 3 (2006) XB 360, XB, PSP, PS2, PS3
- Fire Fight (1996) Win
- Fire King (1989) DOS
- Flight Unlimited III (1999) Win
- Flood (1990) Amiga, Atari ST
- Fountain of Dreams (1990) DOS
- Freedom Fighters (2003) GCN, PS2, Win, XB
- Freedom Force (2002) Win
- Freekstyle (2002) GCN, PS2
- Front Office Football 2001 (2000) Win
- Fusion (1988) Amiga, Atari ST
- Future Cop LAPD (1998) PS1, Win

## G
- Galapagos (1997) Win
- Galidor: Defenders of the Outer Dimension (2002) GBA
- Gamers Pack (2003) Win
- General Chaos (1994) Genesis
- Genewars (1996) DOS, Win
- Ghosthunter (2003) PS2
- Global Operations (2002) Win
- The Godfather: The Game (2006) PS2, Win, XB
- The Godfather: The Game The Don's Edition (2007) PS3
- The Godfather: The Game The Blackhand Edition (2007) Wii
- GoldenEye: Rogue Agent (2004) GCN, PS2, XB
- Golden Nugget 64 (1998) Nintendo 64
- Golden Oldies Volume 1: Computer Software Classics (1985) DOS
- Grand Prix Circuit (1988) Commodore 64, Amiga, DOS

## H
- Half-Life 1 Anthology (2005) Win
- Half-Life 2 (2004) XB
- Half-Life 2 (Game of the Year Edition) (2005) Win
- Hard Hat Mack (1983) Amstrad CPC, Apple II, Atari 8-bit, Commodore 64, PC Booter
- Hard Nova (1990) Amiga, Atari ST, DOS
- Harley's Humongous Adventure (1994) SNES
- Harry Potter and the Chamber of Secrets (2002) GBA , GBC, GCN, PS1, PS2, Win, XB
- Harry Potter and the Goblet of Fire (2005) GBA, GCN, PS2, PSP, Win, XB
- Harry Potter and the Order of the Phoenix (2007) GBA, Mac OS X, Nintendo DS, PS2,PS3, PSP, Win, Wii and XB 360
- Harry Potter and the Prisoner of Azkaban (2004) GBA, GCN, PS2, Win, XB
- Harry Potter and the Sorcerer's Stone (2001) GBA, GBC, GCN, PS1 , PS2, Win, XB
- Harry Potter: Quidditch World Cup (2003) GCN, PS2, Win, XB
- Haunting Starring Polterguy (1993) Genesis
- Heroes of the 357th (1992) DOS
- Hi-Octane (1995) DOS, PS1
- Hong Kong Mahjong (1992) DOS
- Hot Wheels: Turbo Racing (1999) Nintendo 64, PS1
- Hound of Shadow (1989) Amiga, Atari ST, DOS

## I
- Immercenary (1995) 3DO
- The Immortal (1990) Amiga, Apple II, Atari ST, DOS, Genesis, NES
- Imperium (1990) Amiga, Atari ST, DOS
- Indianapolis 500: The Simulation (1989) Amiga, DOS

## J
- James Bond 007: From Russia with Love (2005) GCN, PS2, XB
- James Pond: Underwater Agent (1990) Genesis
- James Pond 2: Codename: RoboCod (1991) Genesis
- James Pond 3: Operation Starfish (1993) Genesis
- Jane's Combat Simulations - 688(I) Hunter/Killer (1997) Win
- Jane's Combat Simulations: Advanced Tactical Fighters (1996) DOS
- Jane's Combat Simulations: Advanced Tactical Fighters - Nato Fighters (1996) DOS
- Jane's Combat Simulations: AH-64D Longbow (1996) DOS
- Jane's Combat Simulations: AH-64D Longbow: Flash Point Korea (1996) DOS
- Jane's Combat Simulations: AH-64D Longbow Limited Edition (1996) DOS
- Jane's Combat Simulations: Air Superiority Collection (2000) Win
- Jane's Combat Simulations: Attack Pack (1998) DOS, Win
- Jane's Combat Simulations: F-15 (1998) Win
- Jane's Combat Simulations: F/A-18 Simulator (1999) Win
- Jane's Combat Simulations: Fighters Anthology (1997) Win
- Jane's Combat Simulations: Fleet Command (1998) Win
- Jane's Combat Simulations: Israeli Air Force (1998) Win
- Jane's Combat Simulations: Longbow 2 (1997) Win
- Jane's Combat Simulations: Longbow Anthology (1998) DOS, Win
- Jane's Combat Simulations: Longbow Gold (1997) DOS, Win
- Jane's Combat Simulations - Naval Warfare Collection (2000) Win
- Jane's Combat Simulations: USAF (2000) Win
- Jane's Combat Simulations: U.S. Navy Fighters '97 (1997) Win
- Jane's Combat Simulations: WWII Fighters (1998) Win
- John Madden Football (1988) Apple II, Commodore 64, DOS
- John Madden Football (1990) Amiga, Genesis, SNES
- John Madden Football '92 (1991) Genesis
- John Madden Football '93 (1992) 3DO, Genesis, SNES
- John Madden Football II (1991) DOS
- J.R.R. Tolkien's The Lord of the Rings, Vol. I (1990) Amiga
- Jungle Strike: The Sequel to Desert Strike (1993) Amiga, Amiga CD32, DOS, Genesis, SNES

## K
- Kasparov's Gambit (1993) DOS
- Keef the Thief (1989) Amiga, DOS
- Kessen (2000) PS2
- The Killing Game Show (1990) Genesis
- King's Bounty (1990) Genesis
- Kings of the Beach (1988) Commodore 64, DOS, NES
- KKND: Krush, Kill 'N' Destroy (1997) DOS
- KKND: Krush Kill 'n Destroy Xtreme (1997) Win
- Knights of Honor (2004) Win
- Knockout Kings (1998) PS1
- Knockout Kings 2000 (1999) GBC, Nintendo 64, PS1
- Knockout Kings 2001 (2000) PS1, PS2
- Knockout Kings 2002 (2002) PS2, XB
- Knockout Kings 2003 (2002) GCN
- Krazy Ivan (1996) PS1

## L
- The Labyrinth of Time (1993) Amiga CD32, DOS
- Lakers vs. Celtics and the NBA Playoffs (1989) DOS, Genesis
- Lands of Lore III (1999) Win
- The Laptop Collection (2003) Win
- Leander (1991) Genesis
- Legacy of the Ancients (1987) Apple II, Commodore 64, DOS
- LEGO Creator: Harry Potter and the Chamber of Secrets (2002) Win
- LHX: Attack Chopper (1990) DOS, Genesis
- Loaded (1995) PS1
- Looney Tunes Back in Action (2003) GBA, GCN, PS2
- The Lord of the Rings: Tactics (2005) PSP
- The Lord of the Rings: The Battle for Middle-Earth (2004) Win
- The Lord of the Rings: The Battle for Middle Earth II (2006) Win, XB 360
- The Lord of the Rings: The Return of the King (2003) GBA, GCN, PS2, Win, XB
- The Lord of the Rings: The Battle for Middle-earth II - The Rise of the Witch-king (2006) Win, XB 360
- The Lord of the Rings: The Third Age (2004) GBA, GCN, PS2, XB
- The Lord of the Rings: The Two Towers (2002) GBA, GCN, PS2, XB
- Lords of Conquest (1985) Apple II, Atari 8-bit, Atari ST, Commodore 64, DOS
- The Lost Files of Sherlock Holmes: The Case of the Rose Tattoo (1996) DOS
- The Lost Files of Sherlock Holmes: The Case of the Serrated Scalpel (1992) 3DO, DOS
- The Lost World: Jurassic Park (1997) PS1
- Lotus: The Ultimate Challenge (1992) Genesis
- Lotus Turbo Challenge 2 (1991) Genesis
- Low Blow (1990) DOS

## M
- Madden Football 64 (1997) Nintendo 64
- Madden NFL 06 (2005) BREW, GBA, GCN, Nintendo DS, PS2, PSP, Win, XB, XB 360
- Madden NFL 07 (2006) BREW, GBA, GCN, Nintendo DS, PS2, PSP, Win, XB, XB 360
- Madden NFL 08 (2007) BREW, GBA, GCN, Nintendo DS, PS2, PSP, Win, XB, XB 360
- Madden NFL 2000 (1999) Nintendo 64, PS1, Win
- Madden NFL 2001 (2000) GBC, Nintendo 64, PS1, PS2, Win
- Madden NFL 2002 (2001) GBA, GBC, GCN, Nintendo 64, PS1, PS2, Win, XB
- Madden NFL 2003 (2002) GBA, GCN, PS1, PS2, Win, XB
- Madden NFL 2004 (2003) GBA, GCN, PS1, PS2, Win, XB
- Madden NFL 2005 (2004) GBA, GCN, Nintendo DS, PS2, Win, XB
- Madden NFL 2005 (Collector's Edition) (2004) PS2
- Madden NFL '94 (1993) Genesis, SNES
- Madden NFL '95 (1994) Game Gear, Genesis, SNES
- Madden NFL '96 (1995) Genesis, PS1, SNES
- Madden NFL 97 (1996) Genesis, PS1, Saturn, SNES, Win
- Madden NFL 98 (1997) Genesis, PS1, Saturn, SNES, Win
- Madden NFL 99 (1998) Nintendo 64, PS1, Win
- The Magic Candle II: The Four and Forty (1991) DOS
- The Magic Candle III (1992) DOS
- Magic Carpet (1994) DOS, PS1, Saturn
- Magic Carpet 2: The Netherworlds (1995) DOS
- Magic Carpet: Hidden Worlds (1995) DOS
- Magic Carpet Plus (1995) DOS
- Mail Order Monsters (1985) Atari 8-bit, Commodore 64
- Majestic (2001) Win
- Majestic: Special Edition (2001) Win
- Make Your Own Murder Party (1986) Apple II, Commodore 64
- Marble Madness (1986) Amiga, Apple II, Atari ST, Commodore 64, Genesis, PC Booter
- Marine Fighters (1995) DOS
- Mario Andretti Racing (1994) Genesis
- Mars Saga (1988) Apple II, Commodore 64
- Marvel Nemesis: Rise of the Imperfects (2005) GCN, Nintendo DS, PS2, PSP, XB
- Medal of Honor: Airborne (2007) PC, XB 360, PS3
- Medal of Honor (1999) PS1
- Medal of Honor: Allied Assault (2002) Win
- Medal of Honor: Allied Assault - Breakthrough (2003) Win
- Medal of Honor: Allied Assault - Spearhead (2002) Win
- Medal of Honor: European Assault (2005) GCN, PS2, XB
- Medal of Honor: Frontline (2002) GCN, PS2, XB
- Medal of Honor: Heroes (2006) PSP
- Medal of Honor: Infiltrator (2003) GBA
- Medal of Honor: Pacific Assault (2004) Win
- Medal of Honor: Pacific Assault (Director's Edition DVD) (2004) Win
- Medal of Honor: Rising Sun (2003) GCN, PS2, XB
- Medal of Honor: Underground (2000) PS1
- Medal of Honor: Vanguard (2007) PS2, Nintendo Wii
- Michael Jordan: Chaos in the Windy City (1994) SNES
- Michael Jordan in Flight (1993) DOS
- Might and Magic II: Gates to Another World (1988) Genesis
- Mike Edwards' Realm of Impossibility (1983) Apple II, Atari 8-bit, Commodore 64
- MLBPA Baseball (1994) Genesis, SNES
- Mobil 1 British Rally Championship (1999) PS1
- Modem Wars (1988) Commodore 64, DOS
- Moto Racer (1997) PS1, Win
- Moto Racer 2 (1998) PS1, Win
- Moto Racer 3 (2001) Win
- Motor City Online (2001) Win
- The Movie Collection (2003) Win
- M.U.L.E. (1983) Atari 8-bit, Commodore 64
- Murder on the Zinderneuf (1983) Apple II, Atari 8-bit, Commodore 64, PC Booter
- Music Construction Set (1984) Apple II, Atari ST, PC Booter
- Mutant League Football (1993) Genesis
- Mutant League Hockey (1994) Genesis
- MVP Baseball 2003 (2003) PS2, Win, XB
- MVP Baseball 2004 (2004) GCN, PS2, Win, XB
- MVP Baseball 2005 (2005) GCN, PS2, Win, XB
- MVP 06: NCAA Baseball (2006) PS2, XB
- MVP 07: NCAA Baseball (2007) PS2

## N
- Namco Museum 50th Anniversary (2005) GBA, GCN, PS2, Win, XB
- NASCAR 06: Total Team Control (2005) PS2, XB
- NASCAR 2000 (1999) Nintendo 64, PS1, Win
- NASCAR 2001 (2000) PS1, PS2
- NASCAR 2005: Chase for the Cup (2004) GCN, PS2, XB
- NASCAR 98 (1997) PS1, Saturn
- NASCAR 99 (1998) Nintendo 64, PS1
- NASCAR Road Racing (1999) Win
- NASCAR Rumble (2000) PS1
- NASCAR Thunder 2003 (2002) GCN, PS1, PS2, Win, XB
- NASCAR Thunder 2004 (2003) PS1, PS2, Win, XB
- NBA Live 06 (2005) BREW, GCN, PS2, PSP, Win, XB, XB 360
- NBA Live 07 (2006) PS2, PSP, Win, XB, XB 360
- NBA Live 2000 (1999) Nintendo 64, PS1, Win
- NBA Live 2001 (2000) PS1, PS2, Win
- NBA Live 2002 (2001) PS1, PS2, XB
- NBA Live 2003 (2002) GCN, PS1, PS2, Win, XB
- NBA Live 2004 (2003) GCN, PS2, Win, XB
- NBA Live 2005 (2004) GCN, PS2, Win, XB
- NBA Live 95 (1994) DOS, Genesis, SNES
- NBA Live 96 (1995) DOS, Genesis, PS1, SNES
- NBA Live 97 (1996) DOS, Genesis, PS1, Saturn, SNES, Win
- NBA Live 98 (1997) Genesis, PS1, Saturn, SNES, Win
- NBA Live 99 (1998) Nintendo 64, PS1, Win
- NBA Showdown (1993) Genesis, SNES
- NBA Street (2001) GCN, PS2
- NBA Street Showdown (2005) PSP
- NBA Street Vol. 2 (2003) GCN, PS2, XB
- NBA Street V3 (2005) GCN, PS2, PSP, XB
- NCAA Football 06 (2005) PS2, XB
- NCAA Football 07 (2006) PS2, PSP, XB, XB 360
- NCAA Football 2002 (2001) PS2
- NCAA Football 2003 (2002) GCN, PS2, XB
- NCAA Football 2004 (2003) GCN, PS2, XB
- NCAA Football 2005 (2004) GCN, PS2, XB
- NCAA Football 98 (1997 Sports PS1, Win
- NCAA Football 99 (1998 Sports PS1, Win
- The Need for Speed: Collection (2003) Win
- Need for Speed: Carbon (2006) GCN, PS2, PS3, Wii, Win, XB, XB 360
- Need for Speed Carbon: Own the City (2006) GBA, Nintendo DS, PSP
- Need for Speed: High Stakes (1999) PS1, Win
- Need for Speed: Hot Pursuit 2 (2002) GCN, PS2, Win, XB
- Need for Speed II (1997) PS1, Win
- Need for Speed II: Special Edition (1997) Win
- Need for Speed III: Hot Pursuit (1998) PS1, Win*
- Need for Speed: Hot Pursuit (2010) PC, Wii, PS3, X360
- Need for Speed: Most Wanted (2005) GCN, PS2, Win, XB, XB 360
- Need for Speed: Most Wanted (Black Edition) (2005) PS2, Win, XB
- Need for Speed: Most Wanted: 5-1-0 (2005) PSP
- Need for Speed: Porsche Unleashed (2000) PS1, Win
- Need for Speed: Pro Street (2007) PC
- Need for Speed, The (1994) 3DO, DOS, PS1, Saturn
- Need for Speed: Special Edition, The (1996) DOS, Win
- Need for Speed: Underground (2003) GBA, GCN, PS2, Win, XB
- Need for Speed: Underground 2 (2004) GCN, Nintendo DS, PS2, Win, XB
- Need for Speed: Underground 2 (2004) GBA
- Need for Speed Underground: Rivals (2005) PSP
- Need for Speed: V-Rally (1997) PS1
- Need for Speed: V-Rally 2 (1999) PS1
- Need for Speed: Undercover (2008) PC, PS3, Xbox360, PSP, DS, Wii
- Need for Speed: Shift (2009) PC, PS3, Xbox360
- Need for Speed Shift 2: Unleashed (2011) PC, Wii, PS3, X360
- Neuromancer (1988) Commodore 64
- NFL Head Coach (2006) PS2, Win, XB
- NFL Street (2004) GCN, PS2, XB
- NFL Street 2 (2004) GCN, PS2, XB
- NFL Street 2 Unleashed (2005) PSP
- NHL 06 (2005) GCN, PS2, Win, XB
- NHL 07 (2006) PS2, PSP, Win, XB, XB 360
- NHL 2000 (1999) PS1, Win
- NHL 2001 (2000) PS1, PS2, Win
- NHL 2002 (2001) GBA, PS2, Win, XB
- NHL 2003 (2002) GCN, PS2, Win, XB
- NHL 2004 (2003) GCN, PS2, Win, XB
- NHL 2005 (2004) GCN, PS2, Win, XB
- NHL 95 (1994) DOS, Genesis, SNES
- NHL 96 (1995) DOS, Genesis, SNES
- NHL 97 (1996) DOS, Genesis, PS1, Saturn, SNES, Win
- NHL 98 (1997) Genesis, PS1, Saturn, SNES, Win
- NHL 99 (1998) Nintendo 64, PS1, Win
- NHL Hockey (1991) DOS, Game Gear, Genesis
- NHL Hockey 94 (1993) Genesis, Sega CD, SNES
- NHLPA Hockey '93 (1992) Genesis, SNES
- NHL Rock the Rink (2000) PS1
- Noctropolis (1994) DOS
- Nox (2000) Win
- Nuclear Strike (1997) PS1, Win

## O
- Oddworld: Stranger’s Wrath (2005) XB
- One on One: Dr. J vs. Larry Bird (1988) Commodore 64, DOS, Genesis, NES
- Outdoorsman Mania (2001) Win
- OverBlood (1996) PS1

## P
- Pacific Strike (1994) DOS
- Pacific Strike Speech Pack (1994) DOS
- Panzer Battles (1989) Amiga
- Patton vs. Rommel (1987) DOS
- Pax Corpus (1997) PS1
- Peter Pan (1988) DOS
- PGA European Tour (1994) Genesis, Win
- PGA Tour 96 (1995) Genesis, SNES
- PGA Tour Gold (1998) Win
- PGA Tour Golf (1990) Amiga, DOS, Genesis, SNES
- PGA Tour Golf 3 (1994) Genesis
- PGA Tour Golf 486 (1994) DOS
- PGA Tour Pro (1997) Win
- Phantis (1987) Atari ST, Commodore 64, DOS, ZX Spectrum
- PHM Pegasus (1987) Amstrad CPC, Apple II, Commodore 64, DOS, ZX Spectrum
- Pinball Construction Set (1983 ) Apple II, Atari 8-bit, Commodore 64, PC Booter
- Pirates: The Legend of Black Kat (2002) PS2, XB
- Play the Games Vol. 1 (1998) DOS, Win
- Play the Games Vol. 2 (1999) DOS, Win, Win 3.x
- Play the Games Vol. 3 (2000) Win
- Play the Games Vol. 4 (2001) Win
- Populous (1989) Amiga, Atari ST, DOS, Genesis, Sega Master System
- Populous II: Trials of the Olympian Gods (1991) Amiga, Atari ST, DOS
- Populous: The Beginning (1998) PS1, Win
- Populous: The Beginning: Undiscovered Worlds (1999) Win
- Populous: The Final Frontier (1989) Amiga, Atari ST
- Populous: The Promised Lands (1989) Amiga, Atari ST, DOS
- Powerdrome (1988) Amiga, Atari ST
- Powermonger (1990) Amiga, Atari ST, DOS, Genesis, Sega CD
- Powermonger: World War 1 Edition (1991) Amiga, Atari ST
- Powerplay Hockey (1988) Commodore 64
- Privateer 2: The Darkening (1996) Win
- Project Firestart (1989) Commodore 64
- Projectyle (1990) Amiga, Atari ST
- Psychic Detective (1995) 3DO, DOS, PS1
- Plants vs Zombies Garden Warfare (2014) (csak kiadó) Win,

PS3, PS4, Xbox
- Plants vs Zombies Garden Warfare 2 (2016) (csak kiadó) Win, PS4, Xbox
- Plants vs Zombies Battle for Neighborville (2019) (csak kiadó) Win, PS4, Xbox

## Q
- Quake III: Revolution (2001) PS2
- Queen: The Eye (1998) DOS, Win
- Questmaster I: The Prism of Heheutotol (1987) DOS

## R
- Racing Destruction Set (1985) Atari 8-bit, Commodore 64
- Racing Mania 2 (2001) Win
- Rack 'Em (1988) Commodore 64
- Rampart (1991) Amiga, Atari ST, Commodore 64, DOS, GB, GBC, Genesis, Lynx, NES, Sega Master System, SNES
- ReBoot (1998) PS1
- Recoil (1999) Win
- Relentless: Twinsen's Adventure (1995) DOS, PS1
- Richard Petty's Talladega (1984) Commodore 64
- Rings of Power (1991) Genesis
- Risky Woods (1992) Amiga, Atari ST, DOS, Genesis
- Road Rash (1994) 3DO, PS1, Saturn, Win
- Road Rash (1991) Amiga, Atari ST, GB, GBC, Game Gear, Genesis, Sega Master System
- Road Rash 3-D (1998) PS1
- Road Rash 3: Tour De Force (1995) Genesis
- Road Rash II (1992) Genesis
- Road Rash: Jailbreak (1999) PS1
- Robot Rascals (1986) Apple II, Commodore 64, DOS
- Rolo to the Rescue (1992) Genesis
- Rugby (2000) PS2, Win
- Rugby 2004 (2003) PS2, Win
- Rugby 2005 (2005) PS2, Win, XB
- Rugby World Cup 95 (1994) DOS, Genesis
- Rumble Racing (2001) PS2

## S
- SCARAB (1997) Win
- Seal Team (1993) DOS
- Sentinel Worlds I: Future Magic (1988) Commodore 64, DOS
- Serve & Volley (1988) Commodore 64
- Sesame Street: Get Set To Learn (1996) Win, Win 3.x
- The Seven Cities of Gold (1984) Amiga, Apple II, Atari 8-bit, Commodore 64, PC Booter
- Shadowcaster (1994) DOS
- Shadow of the Beast (1989) Genesis
- Shadow of the Beast II (1990) Genesis
- Shaq Fu (1994) Genesis, SNES
- Shock Wave (1994) 3DO
- Shock Wave: Operation Jumpgate (1994) 3DO
- Shock Wave 2: Beyond the Gate (1995) 3DO
- Shockwave Assault (1995) Mac, PS1, Saturn, Win
- Shogun: Total War (2000) Win
- Shogun: Total War - The Mongol Invasion (2001) Win
- Shogun: Total War: Warlord Edition (2001) Win
- Sid Meier’s Alien Crossfire (1999) Win
- Sid Meier’s Alpha Centauri (1999) Win
- Sid Meier’s Alpha Centauri Planetary Pack (2000) Win
- Sid Meier’s Antietam! (1998) Win
- Sid Meier’s Civil War Collection (2000) Win
- Sid Meier’s Gettysburg! (1997) Win
- Sid Meier’s SimGolf (2002) Win
- SimCity (1989) Numerous platforms
- SimCity 2000 (1993) Numerous platforms
- SimCity 3000 (1999) Mac, Win
- SimCity 3000 Unlimited (2000)Win
- SimCity 4 (2003) Win
- SimCity 4 Deluxe Edition (2003) Win
- SimCity 4: Rush Hour (2003) Win
- SimCoaster (2001) Win
- SimCopter (1996) Win
- Sim Mania 2 (2003) Win
- Sim Mania 3 (2005) Win
- SimMania Pack (2000) Win
- SimSafari (1998) Win
- Star Wars Battlefront (2015) Win, Xbox One, PS4
- Star Wars Battlefront II (2017) Win, Xbox One, PS4
- Star Wars: Galaxy of Heroes (2015) Android, iOS
- Star Wars Jedi: Fallen Order (2019) Win, Xbox One, Xbox Series X/S, PS4, PS5, Stadia
- Star Wars Jedi: Survivor (2023) Win, Xbox Series X/S, PS5
- Star Wars: Squadrons (2020) Win, Xbox One, PS4
- Star Wars: The Old Republic (2011) Win
- Superman Returns (2006) GBA, Nintendo DS, PS2, XB 360, XB

## T
- Team USA Basketball (1992) Genesis
- TechnoClash (1993) Genesis
- Test Drive 4 (1997) PS1
- Test Drive 5 (1998) PS1
- Theme Hospital (1997) DOS, PS1, Win
- Theme Park (1994) 3DO, Amiga, DOS, Genesis, Mac, PS1, Saturn
- The Saboteur (2009) PC
- The Sim Collection (2003) Win
- The Simpsons: Road Rage (2001) GCN, PS2, XB
- The Simpsons Game (2007) Wii, PSP, PS3, PS2, Nintendo DS, XB 360
- The Sims (2000) GCN, Linux, Mac, PS2, Win, XB
- The Sims: Bustin' Out (2003) GBA, N-Gage
- The Sims: Complete Collection (2005) Win
- The Sims Expansion Collection: Volume One (2005) Win
- The Sims Expansion Collection: Volume Three (2005) Win
- The Sims Expansion Collection: Volume Two (2005) Win
- The Sims: Expansion Three-Pack Volume 1 (2005) Win
- The Sims: Expansion Three-Pack Volume 2 (2005) Win
- The Sims: Hot Date (2001) Win
- The Sims: House Party (2001) Win
- The Sims: Livin' Large (2000) Win
- The Sims: Makin' Magic (2003) Win
- The Sims: Mega Deluxe (2004) Win
- The Sims Online (2002) Win
- The Sims: Superstar (2003) Win
- The Sims Triple Deluxe (2004) Win
- The Sims: Unleashed (2002) Win
- The Sims: Vacation (2002) Win
- The Sims 2 (2005) GCN, PS2, XB, GBA, Nintendo DS
- The Sims 2: Apartment Life (2008) Win
- The Sims 2: Bon Voyage (2007) Win
- The Sims 2: Celebration! Stuff 2007 Win
- The Sims 2: Family Fun Stuff (2006) Win
- The Sims 2: Free Time (2008) Win
- The Sims 2: Glamour Life Stuff Win
- The Sims 2: H&M Fashion Stuff (2007) Win
- The Sims 2: Holiday Edition (2005) Win
- The Sims 2: Holiday Party Pack (2005) Win
- The Sims 2: IKEA Home Stuff (2008) Win
- The Sims 2: Kitchen & Bath Interior Design Stuff (2008) Win
- The Sims 2: Nightlife (2005) Win
- The Sims 2: Mansion & Garden Stuff (2008) Win
- The Sims 2: Open for Business (2006) Win
- The Sims 2: Pets (2006) Win
- The Sims 2: Seasons (2006) Win
- The Sims 2: Teen Style Stuff (2007) Win
- The Sims 2: University (2005) Win
- The Sims 3 (2009) Win, Mac
- The Sims 3 (2010) PS3, X360, Wii, NDS, N3DS
- The Sims 3 Ambitions (2010) Win, Mac
- The Sims 3 Fast Lane Stuff (2010) Win, Mac
- The Sims 3 Generations (2011) Win, Mac
- The Sims 3 High-End Loft Stuff (2010) Win
- The Sims 3 Late Night (2010) Win, Mac
- The Sims 3 Outdoor Living Stuff (2011) Win, Mac
- The Sims 3 Pets (2011) Win, Mac
- The Sims 3 Town Life Stuff (2011) Win, Mac
- The Sims 3 World Adventures (2009) Win, Mac
- The Sims Stories (2007) Win
  - The Sims Life Stories (2007) Win
  - The Sims Pet Stories (2007) Win
  - The Sims Castaway Stories (2008) Win
- The Sims Medieval (2011) Win, Mac
- The Sims Medieval Pirates & Nobles (2011) Win, Mac
- Tiger Woods 99 (1998) PS1, Win
- Tiger Woods PGA Tour (2005) PSP
- Tiger Woods PGA Tour 06 (2005) BREW, GCN, PS2, PSP, Win, XB, XB 360
- Tiger Woods PGA Tour 2000 (2000) PS1, Win
- Tiger Woods PGA Tour 2001 (2000) PS2, Win
- Tiger Woods PGA Tour 2002 (2002) PS2, Win
- Tiger Woods PGA Tour 2003 (2002) GCN, PS2, Win, XB
- Tiger Woods PGA Tour 2004 (2003) GBA, GCN, N-Gage, PS2, Win, XB
- Tiger Woods PGA Tour 2005 (2004) GCN, PS2, Win, XB
- Timesplitters: Future Perfect (2005) GCN, PS2, XB
- Timothy Leary's Mind Mirror (1985) Atari 8-bit, Commodore 64, PC Booter
- TKO (1988) Commodore 64
- Tomahawk (1987) Atari 8-bit, Commodore 64
- Tony La Russa Baseball '95 (1995) Genesis
- Torrente (2001) Win
- Total Club Manager 2004 (2003) PS2, Win, XB
- Total Sports (1997) DOS, Win
- Touchdown Football (1986) Atari 8-bit, Commodore 64, PC Booter
- Toughman Contest (1995) Genesis, Sega 32X
- The Lord of the Rings: The Battle for Middle-earth PC
- The Lord of the Rings: The Battle for Middle-earth II PC, XB 360
- The Train: Escape to Normandy (1988) Amstrad CPC, Commodore 64
- Trespasser: Jurassic Park (1998) Win
- Triple Play 2000 (1999) Nintendo 64, PS1, Win
- Triple Play 2001 (2000) GBC, PS1, Win
- Triple Play 2002 (2002) PS2, XB
- Triple Play 97 (1996) DOS, PS1, Win
- Triple Play 98 (1997) PS1, Win
- Triple Play Baseball (2001) PS1, PS2, Win
- Twin Calibre: 688 Attack Sub + Chuck Yeager's Air Combat (1994) DOS
- Ty the Tasmanian Tiger (2002) GCN, PS2, XB
- Ty the Tasmanian Tiger 2: Bush Rescue (2004) GCN, PS2, XB

## U
- UEFA Champions League 2004-2005 (2005) GCN, PS2, Win, XB
- UEFA Champions League 2006-2007 (2007) XB 360
- UEFA Euro 2000 (2000) PS1, Win
- UEFA Euro 2004 Portugal (2004) PS2, Win, XB
- UEFA Euro 2008  (2008)
- Ultima Collection (1997) DOS, Win
- Ultima IX: Ascension (1999) Win
- Ultima Online (1997) Win
- Ultima Online: Age of Shadows (2003) Win
- Ultima Online: Lord Blackthorn's Revenge (2002) Win
- Ultima Online: Mondain's Legacy (2005) Win
- Ultima Online: Renaissance (2000) Win
- Ultima Online: Samurai Empire (2004) Win
- Ultima Online: Third Dawn (2001) Win
- Ultimate Hunt Challenge (2000) Win
- Ultimate Motorcycle Series (2000) Win
- Ultimate Sci-Fi Series (2000) Win
- Ultimate Sim (1998) Win
- Ultimate Wizard (1986) Commodore 64
- Ultima Underworld: The Stygian Abyss (1997) PS1
- Ultima Underworld: The Stygian Abyss and Labyrinth of Worlds (1993) DOS
- Ultima VIII: Pagan (1996) DOS
- Ultima VII, Part Two: The Silver Seed (1993) DOS
- Ultima World Edition (2000) Win
- Ultrabots (1993) DOS
- The Untouchables (1989) Commodore 64
- Urban Strike (1994) GB, Genesis, SNES
- The Urbz: Sims in the City (2004) GCN, PS2, XB, GBA, Nintendo DS
- U.S. Navy Fighters (1994) DOS

## V
- V8 Challenge (2002) Win
- The Vault of Darkness (2004) Win
- Viewpoint (1996) PS1
- Virtual Pinball (1993) Genesis
- Vixen (1988) ZX Spectrum

## W
- Warcraft II: The Dark Saga (1997) PS1, Saturn
- Warhammer: Dark Omen (1998) PS1, Win
- Warpath: Jurassic Park (1999) PS1
- Wasteland (1988) Apple II, Commodore 64, DOS
- WCW Backstage Assault (2000) Nintendo 64, PS1
- WCW Mayhem (1999) Nintendo 64, PS1
- We Love Katamari (2006) PS2
- Where in the World is Carmen Sandiego? (1992) Genesis, SNES
- Where in Time is Carmen Sandiego? (1992) Genesis, SNES
- Will Harvey's Zany Golf (1988) Amiga, Atari ST, DOS, Genesis
- Wing Commander II: Deluxe Edition (1996) DOS
- Wing Commander II : Deluxe Edition Gold (1996) Win
- Wing Commander III: Heart of the Tiger (1994) DOS, Mac, PS1
- Wing Commander IV: The Price of Freedom (1995) DOS, Mac, PS1, Win
- Wing Commander: Privateer (1993) DOS
- Wing Commander: Prophecy (1997) Win
- Wing Commander: The Kilrathi Saga (1996) Win
- Wings of Glory (1994) DOS
- World Cup 98 (1998) Nintendo 64, PS1, Win
- World of Harry Potter (2005) Win
- World Tour Golf (1985) Amiga, Commodore 64, DOS

## X
- Xena: Warrior Princess (1999) PS1
- X-Games: Pro Boarder (1998) PS1, Win
- X Squad (2000) PS2